# Sammlung Fackelmann
Die Sammlung Fackelmann war eine Privatsammlung von Handschriftenfragmenten vor allem von Papyri des Wiener Konservators Anton Fackelmann.

## Geschichte
Die Sammlung wurde begründet von Anton Fackelmann, der Konservator in der Papyrussammlung der Österreichischen Nationalbibliothek in Wien war. Er erwarb viele Handschriften 1969 bei einer Reise nach Ägypten. Die Sammlung bestand aus Handschriften mit historischen, wirtschaftlichen, medizinischen, biblischen und anderen Inhalten.
Nach seinem Tod ging die Sammlung in den Besitz seines Sohnes Anton Fackelmann jr. in Steyr über. Dieser verkaufte Teile der Sammlung 1998 an die Schøyen Collection in Oslo, weitere Teile wurden 2009 und 2014 bei Sotheby’s zur Versteigerung angeboten. Die neuen Besitzer sind unklar, einige Fragmente kaufte wohl wieder die Schøyen Collection.